# هندسة المكامن

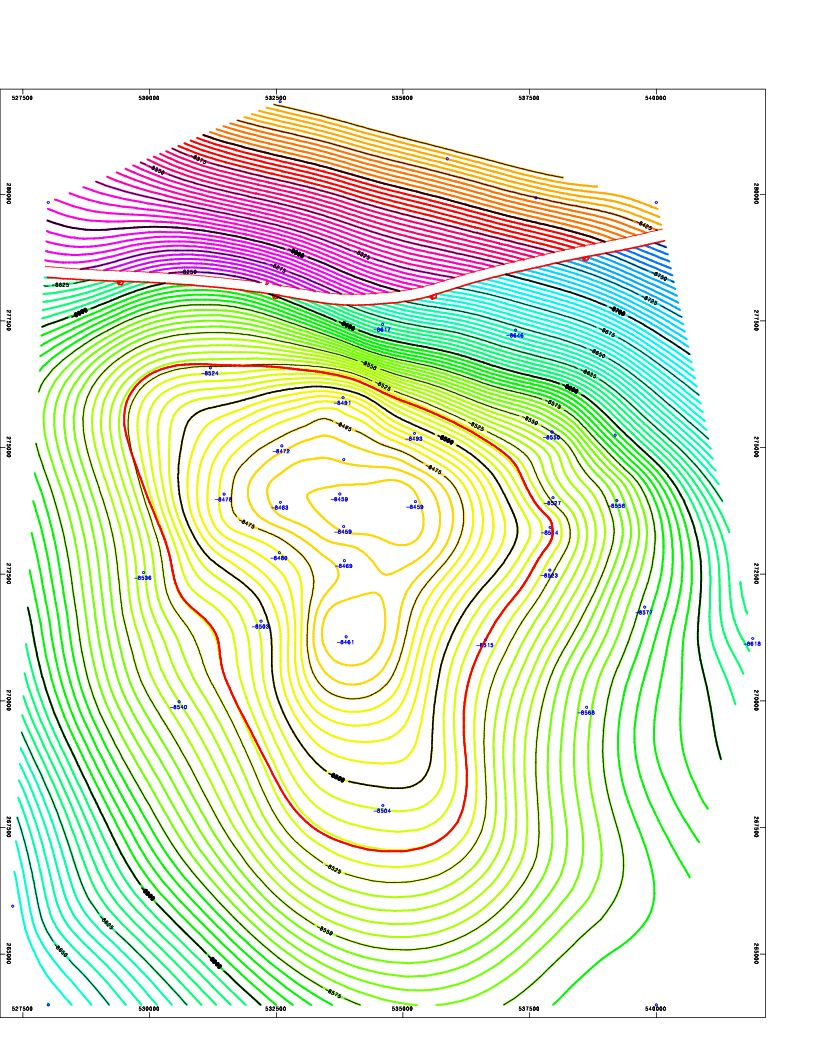
لقطة شاشة لخريطة هيكلية تم إنشاؤها بواسطة برنامج Contour map لخزان عميق للنفط والغاز على عمق 8500 قدم في حقل الأرض، مقاطعة فيرميليون ، إرث ، لويزيانا. الفجوة من اليسار إلى اليمين، بالقرب من أعلى خريطة الكنتور تشير إلى وجود صدع. يقع خط الصدع هذا بين خطوط الكنتور الأزرق / الأخضر وخطوط الكنتور الأرجواني / الأحمر / الأصفر. يشير خط الكنتور الدائري الأحمر الرفيع في منتصف الخريطة إلى الجزء العلوي من خزان النفط. نظرًا لأن الغاز يطفو فوق النفط، فإن خط الكنتور الأحمر الرفيع يمثل منطقة ملامسة الغاز / النفط. يمكن لمهندسي المكامن استخدام الخريطة كجزء من تخطيط حفر الآبار.

هندسة المكامن (بالانجليزية: Reservoir engineering) هي فرع من فروع هندسة البترول، والتي تتمثل بتطبيق المبادئ العلمية على تدفق الموائع بالنفاذ عبر وسط مسامي أثناء عملية تطوير وإنتاج خزانات النفط والغاز، وذلك للحصول على انتعاش اقتصادي مرتفع. أدوات العمل المستخدمة في هندسة المكامن هي الجيولوجيا تحت السطحية والرياضيات التطبيقية والقوانين الأساسية للفيزياء والكيمياء التي تحكم سلوك المراحل السائلة والبخارية للنفط الخام والغاز الطبيعي والماء في صخور الخزان. من الأمور ذات الأهمية الخاصة لهندسة المكامن إنشاء تقديرات دقيقة للاحتياطيات لاستخدامها في إعداد التقارير المالية إلى لجنة الموارد المالية والبورصات والهيئات التنظيمية الأخرى. تشمل المسؤوليات الوظيفية الأخرى هيكلة الخزانات الرقمية والتنبؤ بالإنتاج واختبار الآبار وحفرها وتخطيط صيانتها والهيكلة الاقتصادية وتحليل درجة الحرارة والحجم والضغط لسوائل الخزان. كما تلعب هندسة المكامن دورا رئيسيا أيضا في تخطيط تطوير الحقول والتوصية بمخططات استنزاف الخزان المناسبة والفعالة من حيث التكلفة مثل تدفق المياه أو حقن الغاز لتحقيق أقصى استفادة من استرداد الهيدروكربون. وبسبب التغييرات التشريعية في العديد من البلدان المنتجة للهيدروكربون، فهي تشارك أيضا في تصميم وتنفيذ مشاريع عزل الكربون من أجل تقليل انبعاث غازات الدفيئة.

## الأنواع
غالباً ما يتخصص مهندسو المكامن في مجالين:
•	هندسة المراقبة: أي مراقبة الحقول الحالية وتحسين معدلات الإنتاج والحقن. بشكل عام يقوم مهندسو المراقبة باستخدام التقنيات التحليلية والتجريبية لأداء عملهم، بما في ذلك تحليل منحنى الاستنزاف وهيكلة توازن المواد وتحليل التدفق من وإلى الخارج.
•	الهيكلة الديناميكية: أي إجراء دراسات محاكاة المكامن لتحديد خطط التطوير المثلى لخزانات النفط والغاز. كما يقوم مهندسو المكامن أيضا بإجراء اختبارات الآبار ودمجها في بياناتهم الخاصة بالخزانات في عمليات الحفر الحرارية الأرضية.

## وصلات خارجية
- Society of Petroleum Engineers